# Авиаудар по больнице в Кундузе
 Авиаудар по госпиталю «Врачи без границ» в Кундузе международных сил содействия безопасности ISAF, повлёкший гибель мирных граждан и иностранного контингента врачей международной гуманитарной миссии «Врачи без границ» (MSF) в афганском городе Кундуз 3 октября 2015 года.

## Авиаудар
Авиаудары по госпиталю MSF нанёс самолёт-штурмовик AC-130 ВВС США, начав в 2:10 ночи по местному времени и продолжив в течение 30 минут.

## Последствия
Снаряды ударили в часть госпиталя, где располагались операционные. Корпуса госпиталя MSF были значительно разрушены, вспыхнул сильный пожар. Часть стен скоро обрушилась. Больше всего пострадал травмпункт, в который попало несколько бомб.
В момент удара в госпитале находилось 80 врачей и более 100 пациентов — свыше 42 из них погибли, 37 были ранены. Многих пациентов и медперсонал извлекли из-под завалов. Спаслись те, кому удалось спешно покинуть здания в начале бомбардировки.
Один из снарядов угодил в склад с медикаментами. Госпиталь остался без медикаментов, медики MSF были вынуждены перевезти десятки пациентов с ожогами в другие медучреждения в двух часах езды от Кундуза. Из-за отсутствия там свободных мест раненых клали на пол — на матрасы и одеяла. Выжившие врачи продолжали оперировать раненых.
По заявлению администрации госпиталя «Врачи без границ», в момент удара там находилось свыше 105 пациентов. Руководство миссии «Врачи без границ» в Женеве сочло удар по своему госпиталю военным преступлением, потребовав тщательного расследования с привлечением нейтральных специалистов, неангажированными администрацией США, НАТО и афганскими военными.

## Кундуз. Предшествующие события
Зная о проведении в данном районе спецоперации ISAF во главе с США, руководство госпиталя заблаговременно передало военным свои GPS-данные и предупредила об отсутствии в близости к госпиталю сторонников «Талибан».
Столица одноименной провинции Кундуз на северо-востоке Афганистана имеет важное стратегическое значение. В 2001 году в Кундузе разгорелись ожесточенные бои за контроль над городом между войсками НАТО и талибами. В результате последние потерпели поражение.
28 сентября 2015 года сторонники движение «Талибан» вновь овладели городом, выдавив оттуда афганские вооружённые силы. Прибывшая им на помощь афганская армия при поддержке ВВС США атаковала талибов и вернула контроль над городом. Однако бои не стихали до 3 октября, пока авиация США не применила авиаудар по госпиталю «Врачей без границ». В результате погибли сотрудники госпиталя и пациенты.

## Международный резонанс
Организация «Врачи без границ» квалифицировала удар по госпиталю MSF в Кундузе, как военное преступление и требовала независимого расследования.
На встрече с главой международной миссии «Врачи без границ» Джоан Лью президент США Барак Обама принёс извинения и выразил соболезнование родным и близким пострадавших.

## Расследование
Командующий американской группировкой международных сил содействия безопасности (ISAF) в Афганистане Генерал Джон Кэмпбелл объяснил удар по госпиталю MSF следствием открытого талибами огня по афганским военным и просьбой к военным США поддержать их с воздуха. По заверению Дж. Кэмпбелла удар американской авиации не был преднамеренным. Он пообещал объективное расследование инцидента.
По результатам расследования к дисциплинарной ответственности были привлечены 16 американских военнослужащих. Никому из них не было предъявлено уголовного обвинения.
Администрация США выплатила родственникам погибших и раненым денежные компенсации.

## В художественной литературе
- Ильяс Дауди. «Цугцванг обер-лейтенант Бруно Тевса» повесть военно-исторического романа-трилогии «В Круге Кундузском». — М.: ДеЛибри, 2021. — 302 с. — ISBN 978-5-4491-1165-4.